# Сан-Коломбано-Бельмонте
Сан-Коломбано-Бельмонте (італ. San Colombano Belmonte, п'єм. San Colomban) — муніципалітет в Італії, у регіоні П'ємонт,  метрополійне місто Турин.
Сан-Коломбано-Бельмонте розташований на відстані близько 560 км на північний захід від Рима, 36 км на північ від Турина.
Населення — 392 особи (2014).
Щорічний фестиваль відбувається останньої неділі серпня. Покровитель — San Colombano.

## Демографія
Населення за роками:

Станом на 1 січня 2023 року в муніципалітеті офіційно проживало 18 іноземців з 4 країн, серед них 16 громадян країн Євросоюзу.

## Сусідні муніципалітети
- Каніскьо
- Куорньє
- Праскорсано